# ميخائيل هانسن
ميخائيل هانسن هو بحار دنماركي، ولد في 14 فبراير 1990.

## وصلات خارجية
- ميخائيل هانسن على موقع أوليمبيديا (الإنجليزية)